# 大阪信爱学院短期大学
大阪信爱学院短期大学（日语：／ Osaka Shin-ai Gakuin Tanki Daigaku *），简称信爱短大（しんあいたんだい），是過去一所位于日本大阪府大阪市城东区和鹤见区的私立短期大学。2021年宣佈不再招收新生，並會在所有學生畢業後廢校，於2024年停辦。

## 概要

### 简介
- 学校最早可以追溯到1859年[1]。短期大学为于1959年开办[1]、由学校法人大阪信爱女学院经营、来源于法国幼年耶稣会[注 2]。

### 历史
- 1959年 大阪信爱女子短期大学成立并同时设置保育科。
- 1961年 家政科成立。改校名为大阪信爱女学院短期大学。
- 1970年 两个学科各自变更为、以下列举。
  - 保育科⇒初等教育学科
  - 家政科⇒家政学科
- 1988年 家政学科改编为生活文化学科。
- 2001年 生活文化学科改编为人类环境学科。鹤见校园成立。
- 2009年 护理学科成立[1][2]。
- 2021年宣佈不再招收新生，並會在所有學生畢業後停辦。
- 2024年停辦。

### 宪章
- 请参看大阪信爱女学院短期大学的标志 （日語） 2013年11月23日阅览。

## 学校环境
- 城东校区：在大阪府大阪市城东区
- 鹤见校区：在大阪府大阪市鹤见区

## 历任校长
- 高坂佑夫：现在短期大学校长[3]

## 著名人和有关人员
- 小林Katsu代：教员

## 组织

### 学科
- 初等教育学科
- 护理学科

### 前学科
- 人类环境学科[注 1]

### 专科
| - 没有 |

### 业余课程
| - 没有 |

### 附属机关
| - 图书馆 - 基督教小圣堂（2004年成立于城东校园） - 地域综合研究所 - 儿童教育研究所 |

## 知名校友
- 安住洋子：小说家

## 相关链接
- 日本短期大学列表
- 和歌山信爱女子短期大学
- 久留米信爱女学院短期大学